# Hans Chilian
Hans Chilian (teljes neve: Georg Hans Chilian) (Zwickau, 1885. október 18. – 1939 után) német történész, jelentős munkája a máig egyetlen Cillei Borbála monográfia, melyet 1908-ban írt és jelentetett meg mint a doktori disszertációját.

## Élete
1885. október 18-án született a szászországi Zwickauban. Édesapja Eduard Chilian ügyvéd, édesanyja Helene Greifenhagen. Evangélikus vallású volt. 1905-ben érettségizett a zwickaui gimnáziumban, és 1905. áprilisától a Lipcsei Egyetemen folytatott nyelvészeti és történelmi tanulmányokat. Professzora Gerhard Seeliger (1860–1921) történész, a Lipcsei Egyetem rektora (1905–1906) volt. 1908-ban írta meg Cillei Borbála királynéról a doktori disszertációját, mely azóta is fontos, hivatkozott mű a magyar királynéval kapcsolatban.

## Művei
- Chilian, Hans: Barbara von Cilli, doktori disszertáció, Robert Noske Könyvnyomdája, Borna-Lipcse, 75 p., 1908 (Lásd További információk)
- Chilian, Hans és Emil Rosenow: Kampf des Deutschtums gegen Rom und Dunkelmänner von Widukind bis zur Gegenwart; mit zeitgemässen Auszügen aus dem Werke "Wider die Pfaffenherrschaft" von Emil Rosenow, G. Kummer, Lipcse, 304. p., 1936
- Chilian, Hans: "Geknechtete befreite er". Gustav Adolfs nordischer Freiheitskampf im Lichte unserer Zeit. Mit 2 Orientierungs-Plänen, 1 Schlachtenplan und 25 neuzeitlichen Aufnahmen, Verlag Kummer, Lipcse, 240 p., 1939